# 拔白旗、插红旗
拔白旗、插红旗，也称插红旗、拔白旗，是1958年大跃进中的一种作法。涉及人数不详。

## 始末
1958年5月8日，毛泽东在中国共产党八大二次会议上第一次提出，要学习列宁，要敢于插红旗。6月1日，《红旗》创刊号发刊词说：“更高的举起无产阶级的革命红旗”，“毫无疑问，任何地方，如果还有资产阶级的旗帜，就应当把它拔掉，插上无产阶级的旗帜。”各地迅猛开展“拔白旗、插红旗”运动。大批干部、群众、专家、教授被打成“白旗”。11月，第一次郑州会议中中共中央“纠左”，“拔白旗、插红旗”运动实际结束。
1962年4月18日，周恩来在《我国人民民主统一战线的新发展》报告中指出：对于“拔白旗、插红旗”提法，“中共中央应该承担这个责任”。4月27日，中共中央下发《关于加速进行党员、干部甄别工作的通知》，通知指出：“凡是在拔白旗、反右倾、整风整社、民主革命补课运动中批判和处分完全错了和基本错了的党员、干部，应当采取简便的办法，认真地、迅速地加以甄别平反。”随后，绝大多数人平反。
江苏省1961年10月至1962年底，共甄别、平反21万余干部党员，占受批判、处分干部党员总数的约98%，全部或部分平反受批判、处分群众22.9万多人。